# 湘潭県第一中学
湘潭県第一中学（しょうたんけんだいいちちゅうがく）は、中華人民共和国湖南省湘潭県易俗河鎮鳳凰東路金霞山麓にある公立の高等学校。略称は湘潭県一中。

## 沿革
- 1944年春、王文吉創設の「石浦中学」、1946年創設の「湖南私立江声中学」の流れをくむ旧制中学校「湘潭県第一中学」を前身とする。
- 1951年、中学は湘潭県人民政府により受け入れられ、湘潭県立第二中学に変更されました。
- 1956年、湘潭県第一中学と校名が決められました。
- 1999年、湖南省重点中学として認定されました。
- 2005年、湖南省示範性普通高級中学に入選した。

## 校訓
- 祖国在我心中

## 領導
- 学長：斉学軍
- 党委書記：斉国亮

## 著名な出身者
- 胡中梅：中国共産党広東省委員会宣伝部常務副部長。
- 肖涌：物理学者。
- 鄧武民：ハーバード大学留学の科学者。